# Issarapong Lilakorn
Issarapong Lilakorn (thailändisch อิสระพงษ์ ลิละคร, * 30. Januar 1988 in Khon Kaen) ist ein thailändischer Fußballspieler.

## Karriere

### Verein
Issarapong Lilakorn erlernte das Fußballspielen in der Jugendmannschaft des Khon Kaen FC. Hier unterschrieb er 2007 auch seinen ersten Vertrag. Der Verein aus Khon Kaen spielte in der zweiten thailändischen Liga, der Thai Premier League Division 1. 2010 wechselte er für ein Jahr zum Singhtarua FC. Mit dem Verein aus der Hauptstadt Bangkok spielte er in der ersten Liga, der Thai Premier League. Für Singhtarua absolvierte er acht Erstligaspiele. Von 2011 bis 2012 stand er beim Ligakonkurrenten Sisaket FC in Sisaket unter Vertrag. Die Rückserie 2011 wurde er an den Zweitligisten PTT Rayong FC nach Rayong ausgeliehen. Die komplette Saison 2012 spielte er ebenfalls auf Leihbasis beim Erstligisten Army United in Bangkok. 2013 verpflichtete ihn der Erstligist BEC Tero Sasana FC. Die Rückrunde wurde er an den ebenfalls in der ersten Liga spielenden Samut Songkhram FC nach Samut Songkhram ausgeliehen. Nach der Ausleihe wurde er von Samut fest verpflichtet. 2015 schloss er sich dem Drittligisten Khon Kaen United FC an. Mit dem 2015 gegründeten Verein wurde er auf Anhieb Meister der North-Eastern Region der Regional League Division 2. Nach acht Spielen der folgenden Saison wurde der Verein gesperrt. Der Zweitligaaufsteiger Nongbua Pitchaya FC aus Nong Bua Lamphu nahm ihn ab 2017 unter Vertrag. Hier spielte er bis 2019. 2020 schloss er sich dem Nakhon Si United FC an. Mit dem Verein aus Nakhon Si Thammarat spielte er in der dritten Liga, der Thai League 3, in der Southern Region. Im August 2021 verpflichtete ihn der Suriner Drittligist Mahasarakham FC. Der Verein tritt in der North/Eastern Region an.

### Nationalmannschaft
Issarapong Lilakorn spielte 2008 zweimal in der thailändischen Nationalmannschaft.

## Erfolge
Khon Kaen United FC
- Regional League Division 2 – North/East: 2015